# Carl Friedrich Wolf Feuerstein

Carl Friedrich Wolf Feuerstein, Lithographie nach einem Portrait von Simon Meister (Privatbesitz)

Carl Friedrich Wolf Feuerstein (* 3. August 1786 in Schraplau bei Halle; † 2. November 1856 in Koblenz) war ein deutscher Arzt, der sich als preußischer Spion im Königreich Westphalen betätigte und später als Angehöriger des Lützowschen Freikorps an den Befreiungskriegen teilnahm. Er war ein langjähriger Freund von Friedrich Ludwig Jahn, von dem einige als historische Quelle interessante Briefe an Feuerstein erhalten sind.

## Leben
Feuerstein wurde als Sohn des Kammerrates und Gutsbesitzers Heinrich Carl Feuerstein und dessen Frau Catharina Rosina geb. Roll geboren. Einen Teil seiner Kindheit verbrachte er auf einem Jagdschloss des Herzogs Carl August von Sachsen-Weimar-Eisenach, bevor er ab ca. 1793 in Weimar das Gymnasium besuchte. Anschließend wollte er zunächst Forstwirtschaft studieren, was er nach kurzer Zeit wieder aufgab, um in das preußische Füsilier-Bataillon „von Bogulawsky“ einzutreten, aus dem er jedoch wiederum nach einem dreiviertel Jahr ausschied und stattdessen nach Berlin zog, um „Naturwissenschaften und Medicin“ zu studieren.
1805 wechselte er an die Universität Jena, wo er 1810 zum Doktor der Medizin promoviert wurde. Bereits in seiner Studentenzeit hatte er Friedrich Ludwig Jahn kennengelernt; beide gehörten dem Unitisten-Orden an und Feuerstein war vermutlich auch Mitglied des Tugendbundes.
Mitte Oktober 1812 wurde Feuerstein in Göttingen als preußischer Spion verhaftet, da er Truppenbewegungen im Königreich Westphalen verraten hatte. Er stellte sich mit Hilfe befreundeter Ärzte (darunter Dietrich Georg von Kieser) krank und konnte so seine Verurteilung und Hinrichtung zunächst verhindern. Durch einen Sprung aus dem Fenster gelang ihm die Flucht; auf abenteuerlichen Wegen konnte er seinen Verfolgern entkommen und schloss sich später als Arzt dem Lützowschen Freikorps an. Ein von ihm selbst verfasster Bericht schildert diese Ereignisse in allen Einzelheiten.
1825 hielt sich Feuerstein in Bremen auf, wo er heiratete. Seine Ehefrau Amalie Meier stammte aus einer Bremer Ratsherrenfamilie, ihr Vater Hinrich Meier war Ratsbuchdrucker und ihr Onkel Diederich Meier Bremer Bürgermeister. Ab 1828 ist Feuerstein in Koblenz als Regimentsarzt des aus dem Lützowschen Freikorps hervorgegangenen 25. Infanterie-Regiments der Preußischen Armee nachweisbar; im gleichen Jahr entstand ein Porträt Feuersteins von Simon Meister. 1848 trat er in den Ruhestand, den er in Koblenz verbrachte. Dort starb Feuerstein nach längerer Krankheit am 2. November 1856 um fünf Uhr morgens.